# Jamides saturata
Jamides saturata är en fjärilsart som beskrevs av Pieter Cornelius Tobias Snellen 1892. Jamides saturata ingår i släktet Jamides och familjen juvelvingar. Inga underarter finns listade i Catalogue of Life.